# فرودگاه دایر
فرودگاه دایر (به انگلیسی: Dyer Airport) یک فرودگاه همگانی است که یک باند فرود خاک دارد و طول باند آن ۸۷۵ متر است. این فرودگاه در کشور ایالات متحده آمریکا قرار دارد و در ارتفاع ۱۴۹۳٫۲ متری از سطح دریا واقع شده است.